# ソン・キム
ソン・キム（Sung Kim、1960年 - ）は、アメリカ合衆国の外交官。韓国系アメリカ人。韓国名は金星容（김성용、キム・ソンヨン）。

## 経歴
ソウル生まれ。中学1年生だった1973年に韓国から米国に移住。ペンシルバニア大学卒業後、ロヨラ・ロースクールとロンドン・スクール・オブ・エコノミクス（LSE）で法学修士号を取った。
北朝鮮核問題を巡る6カ国協議の担当特使を務めた。2011年から韓国系初の駐韓米大使。2016年駐フィリピン米大使。2020年から2023年まで駐インドネシア米大使。2021年国務次官補（東アジア・太平洋担当）代行。2021年から2023年まで北朝鮮担当特別代表を兼任。2024年現代自動車「諮問役」。